# Ньяя
Ньяя — одна з ортодоксальних (астіка) шкіл індійської філософії, яку характеризують як школу логіки. Також називається системою Акшапади, за одним з імен засновника. 
Ньяя іноді називається "таркавіддя", або наука суперечки, "вадавиддя", або наука дискусії. 
Засновником школи ньяя був давньоіндійський філософ Готама (VI століття до н. е.), автор «Ньяя-сутр». Погляди представників цієї школи переважно матеріалістичні й близькі до поглядів школи вайшешика. За їхніми уявленнями, світ складається з вічних дрібних частинок «ану»: води, землі, повітря і вогню.
Послідовники цієї школи акцентувалися на логіці і теорії пізнання. Зокрема, визнавали 4 джерела пізнання: чуттєве сприйняття, точне свідчення, аналогія та умовивід. 
Один з ключових принципів логіки ньяя — піддавати сумніву існування самого предмету суперечки на кожному етапі суперечки, яких загалом 16 (за ньяя). 
Школа ньяя розвинула вчення про силогізми.